# Cục Bảo vệ An ninh Quân đội, Quân đội nhân dân Việt Nam
Cục Bảo vệ An ninh Quân đội trực thuộc Tổng cục Chính trị, Bộ Quốc phòng Việt Nam thành lập ngày 20 tháng 7 năm 1950 là cơ quan đầu ngành giúp Bộ Quốc phòng quản lý và bảo vệ an ninh trong Quân đội nhân dân Việt Nam.

## Lịch sử hình thành
- Ngày 20/7/1950, thành lập Cục Bảo vệ trực thuộc Tổng cục Chính trị.
- Năm 1986, Cục Bảo vệ được đổi tên thành Cục Bảo vệ An ninh Quân đội trực thuộc Tổng cục Chính trị.

## Lãnh đạo hiện nay
- Cục trưởng: Thiếu tướng Bùi Trọng Vĩnh
- Phó Cục trưởng: Đại tá Đoàn Hồng Minh
- Phó Cục trưởng: Đại tá Hoàng Đình Quý
- Phó Cục trưởng: Đại tá Đỗ Quyết Khoa

## Tổ chức
- Phòng Kế hoạch – Tổng hợp
- Phòng Cảnh vệ
- Phòng Nhân sự
- Phòng Bảo vệ chính trị nội bộ
- Phòng Tham mưu an ninh
- Phòng An ninh đối ngoại
- Phòng Bảo đảm
- Phòng Điều tra an ninh
- Phòng Điều tra án cấp 2
- Phòng An ninh văn hóa tư tưởng
- Phòng Chính trị
- Ban Hành chính
- Ban Tài chính
- Trung tâm An ninh mạng và kiểm tra an ninh an toàn công nghệ thông tin
- Đoàn An ninh 1
- Đoàn An ninh 2
- Đoàn An ninh 3
- Đoàn An ninh 4
- Đoàn Trinh sát ngoại tuyến (34)
- Đoàn Trinh sát kỹ thuật (68)
- Trường Nghiệp vụ

## Hệ thống cơ quan Bảo vệ An ninh trong Quân đội
- Cục Bảo vệ An ninh Quân đội trực thuộc Tổng cục Chính trị.
- Phòng Bảo vệ An ninh thuộc Quân khu, Quân chủng, Quân đoàn, Binh chủng và tương đương.
- Ban Bảo vệ An ninh thuộc Sư đoàn, Vùng Hải Quân, Vùng CSB và tương đương

## Khen thưởng
- Huân chương Quân công hạng Ba (1995)
- Danh hiệu Anh hùng Lực lượng Vũ trang Nhân dân (1999)
- Huân chương Quân công hạng Nhất (2010)

- Huân chương Quân công hạng Ba (2020)

## Cục trưởng qua các thời kỳ
- 7.1950-1957: Ngô Minh Loan, Cục trưởng Cục Bảo vệ đầu tiên.
- 1957-1960: Phạm Kiệt, Thiếu tướng
- 1960-1966: Trần Kinh Chi, Đại tá, Quyền Cục trưởng Cục Bảo vệ
- 1966-1976: Trần Kinh Chi, Thiếu tướng, Cục trưởng Cục Bảo vệ, về sau là Tư lệnh kiêm Chính ủy Bộ Tư lệnh 969.
- 1976-1981: Nguyễn Chỉ, Đại tá
- 1981-1989: Nguyễn Như Kính, Thiếu tướng (1984)
- 1990-1996: Cao Long Hỷ, Thiếu tướng (1994)
- 1997-2008: Nguyễn Phúc Hoài, Thiếu tướng (1999), Trung tướng (2003)
- 2008-2010: Lê Song Tiến, Thiếu tướng (2008)
- 2011-2015: Lê Thanh Phượng, Thiếu tướng (2011), Trung tướng (2014)[3]
- 2015-2021: Dương Đức Thiện, Trung tướng
- 2021-nay: Bùi Trọng Vĩnh, Thiếu tướng